# Речной вокзал (Ярославль)
 Речной вокзал Ярославля  — был построен в период с 1970-х по 1990-е годы и включал в себя речной вокзал, кинотеатр, часовую башню, кафе и рестораны.

## Строительство
Вокзальный комплекс в Ярославле строился в две очереди. Первая очередь открылась в 1976 году, вторая - в 1984 году.
Пассажирское движение по Волге началось в середине XIX века, но железнодорожные станции на побережье не строились.
Только в 30-е годы XX века стали строить речные вокзалы. После войны проект речного вокзала был разработан в ленинградском институте «Ленгипролечтранс». Директор института Тимофей Петрович Садовский (1930—2015) выполнил множество заказов, по его проектам были построены речные вокзалы в Ульяновске, Омске и Волгограде.
Станция была построена на специально очищенной песчаной подушке. Первая очередь Ярославского речного вокзала включала в себя билетную кассу, зал ожидания, кафе, небольшую гостиницу, почтовое отделение, отделение милиции, пристань и кинотеатр «Парус» на 400 мест.
Вторая очередь здания включала в себя ресторан и кафе.
Особое место в проекте уделялось возможности круглогодичного использования комплекса. Авторы учитывали летнюю и зимнюю технологии работы здания. Кроме основных пассажирских помещений (вестибюли, кассовый зал, зал ожидания) предусматривался кинозал на 400 зрителей, не мешающий работе самого вокзала. В межнавигационный период все пассажирские помещения могли эксплуатироваться совместно, что позволяло получить полноценный клуб. Принцип круглогодичной эксплуатации помещений (кинотеатра, ресторана, кафе и гостиницы) позволил улучшить обслуживание и туристов, и населения, а также получить значительный экономический эффект за счёт единой строительной площадки и общности инженерных сетей. 
Проект комплекса речного вокзала – удачный пример органического единства новой архитектуры с градостроительным и природным окружением. Авторам было важно найти нестандартную и убедительную общую объёмно-пространственную композицию большого отрезка набережной, при этом тактично вписать её в исторический и ландшафтный контекст. Такой средовой подход, в котором архитектурный объект мыслился как часть системы города и пейзажа, стал основным направлением архитектурных поисков в 1970-х годах.
Авторский коллектив получил за эту работу Государственную премию Российской Федерации.

## Реконструкция
Реконструкция речного вокзала началась в 2018 году. Владельцы здания приступили к сносу фасада, намереваясь преобразить здание вокзала, чтобы оно выглядело иначе. В нем должны были разместиться ресторан, ночной клуб и концертный зал. Против такой трансформации выступили городские защитники. Они напомнили горожанам, что Речной вокзал был построен по проекту известного советского архитектора.